# Marie-Louise Goering
 (décembre 2021).
Marie-Louise Goering, née à La Chaux-de-Fonds (Suisse) en 1876, où elle est morte en 1973, est une artiste affiliée au Style sapin, une déclinaison de l'Art nouveau tel qu'il se développe à La Chaux-de-Fonds, entre 1905 et 1914. 

## Biographie
Marie-Louise Goering naît en 1876 à La Chaux-de-Fonds de l'union de Louis Jules Goering, horloger, et son épouse Juliette Goering. Durant son adolescence, il est probable qu'elle ait suivi des cours d'ornementation sur émail destinés aux horlogers. En 1905, l'artiste part étudier à Paris dans l'atelier de Luc Olivier Merson. Cette même année, la jeune femme s'inscrit à l'École d'art de La Chaux-de-Fonds et suit le Cours supérieur tout juste fondé par Charles L'Eplattenier. Réservé aux meilleurs élèves, ce cursus devait permettre aux artistes de développer des compétences artistiques dans d'autres domaines que l'horlogerie, domaine de prédilection de l'École d'art chaux-de-fonnière. Chaque élève pouvait se spécialiser dans une technique spécifique mais tous travaillaient collectivement à l'élaboration d'un style régional distinctif : le Style sapin. Marie-Louise Goering se spécialise dans la peinture murale. 
En 1912, elle rejoint le groupe d'artistes Nouvelle section qui prolonge la formation du Cours supérieur. Mais le groupe se sépare en 1914 à la suite de l'apparition d'un conflit entre les membres fondateurs (Charles L'Eplattenier, Georges Aubert et Léon Perrin). Leur collaboration se poursuit indirectement au travers de la publication Les Voix, un journal dirigé par Charles Humbert, auquel participe régulièrement Marie-Louise Goering.
Jusqu'en 1919, Marie-Louise Goering présente à trois reprises des œuvres à l'Exposition de la Société des amis des arts de La Chaux-de-Fonds. En 1922, elle est sélectionnée pour participer à l'exposition nationale des arts appliqués. 
En 1923, elle épouse le professeur George Robert Roessinger, un mariage qui marquera la fin de son parcours artistique. Elle continue brièvement de produire quelques dessins représentant sa vie familiale mais très vite, toute trace d'une quelconque pratique artiste disparaît. 

## Œuvre
Dans la classe de Charles l'Eplattenier, Marie-Louise Goering participe au développement du Style sapin. Cette variante locale de l'Art nouveau, repose sur l'observation et la stylisation de la flore locale. Les œuvres de l'artiste s'inspirent des arbres et des plantes présentes dans les forêts jurassiennes telles que le sapin, le chardon, la pomme-de-pin ou la gentiane. Marie-Louise Goering travaille donc d'après nature et réalise de nombreux dessins d'observation. S'ensuit une étape de stylisation et de géométrisation où l'artiste souligne la structure intrinsèque de son sujet. Finalement, elle se lance dans un exercice de composition décorative visant à ornementer son travail. 
L'artiste fait preuve d'une pratique interdisciplinaire. Elle réalise des broderies et du batik mais se spécialise surtout dans les dessins préparatoires pour la réalisation de peintures murales et de décorations architecturales. 
Avec ses collègues du Cours supérieur elle participe à l'aménagement et à la décoration de plusieurs intérieurs chaux-de-fonniers dont la villa Fallet en 1906 et l'appartement de Charles Rodolphe Spillmann en 1909. Dans ce dernier, Marie-Louise Goering conceptualise et réalise la peinture murale du "Salon bleu", une œuvre qui confirme les talents de coloriste de la jeune artiste,.
Dès 1914, Marie-Louise Goering délaisse la stylisation caractéristique de l'Art nouveau et développe un style plus personnel dédié à la représentation florale à la gouache. Le rapport à la nature reste cependant prédominant dans son travail personnel. 
Un ensemble important de ses œuvres, esquisses, dessins et travaux préparatoires pour des peintures murales est conservé au Musée des beaux-arts de La Chaux-de-Fonds. Une partie de ces œuvres est exposée de manière permanente dans la salle Style sapin de ce musée.